# Linia kolejowa Neuburxdorf – Mühlberg
Linia kolejowa Neuburxdorf – Mühlberg – lokalna linia kolejowa w Niemczech, w kraju związkowym Brandenburgia. Została zbudowana i eksploatowany przez Kleinbahn-Aktiengesellschaft Burxdorf–Mühlberg. Trasa biegnie od Neuburxdorf na głównej linii kolejowej Jüterbog – Röderau do Mühlberg (Elbe).